# Perdiu de Nahan
La perdiu de Nahan (Ptilopachus nahani) és una espècie d'ocell de la família dels Odontofòrids (Odontophoridae) que habita zones de selva humida del nord-est de la República Democràtica del Congo i Uganda.